# El Zapote, Santiago Huajolotitlán
El Zapote är en ort i Mexiko.   Den ligger i kommunen Santiago Huajolotitlán och delstaten Oaxaca, i den sydöstra delen av landet, 240 km sydost om huvudstaden Mexico City. El Zapote ligger 1 831 meter över havet och antalet invånare är 406.
Terrängen runt El Zapote är kuperad. Runt El Zapote är det glesbefolkat, med 15 invånare per kvadratkilometer. Närmaste större samhälle är Ciudad de Huajuapan de León, 12,1 km väster om El Zapote. I omgivningarna runt El Zapote växer huvudsakligen savannskog.